# Kinderland
Kinderland is een overdekt speelparadijs in het Belgische attractiepark Bobbejaanland in het gelijknamige themagebied Kinderland en staat in het teken van het thema circus. Het bevindt zich achterin het park aan de rand van het centrale meer. De buitenkant, ontworpen door architect Karel Bogaerts, bestaat uit een aaneenschakeling van uitvergrote basisvormen met primaire kleuren. Op het dak van de hoofdingang zit een beeld van een grote clown.
Het complex heeft een oppervlakte van 7000 m² en telt, inclusief de begane grond, 4 niveaus, die niet allemaal een gehele verdieping beslaan. Er zijn 7 mechanische attracties gericht op kinderen alsmede diverse speeltoestellen, horecapunten en animatronics van circusfiguren. In het verleden werden er ook shows opgevoerd. 
De derde verdieping waar o.a. het doolhof en de Music Carrousel staat, werd in de jaren 00 afgesloten voor publiek. In 2022 werd een deel van de eerste en derde verdieping opgeofferd voor het loopspookhuis Alice in Horrorland dat enkel te bezoeken is tijdens het Halloween-seizoen.

## Geschiedenis
Het concept van Kinderland is geheel bedacht door Bobbejaan Schoepen. De bouw begon in 1994. Het complex werd gedurende 1995 en 1996 verspreid over 4 fasen voltooid. Het eerste gedeelte was vanaf juni 1995 voor bezoekers toegankelijk. Kinderland werd op 12 juni 1996 officieel geopend door Celie Dehaene, de vrouw van toenmalig eerste minister Jean-Luc Dehaene.
Ook in de jaren daarop zijn nog onderdelen toegevoegd, zo werd in 1998 de speeltuin Kinder Palace geopend. In 2012 opende in het speelparadijs Ukiland: een peuterspeeltuin voor kinderen van 1 tot en met 4 jaar gebaseerd op de gelijknamige televisieserie.

## Attracties

### Begane grond
De begane grond is te betreden via twee ingangen: één in de noordkant en één in de zuidkant. Wie het complex aan de noordkant betreed treft centraal gelegen het Mini Rad aan, omringd door de Mini Trein en Old Carrousel (uit 1988).

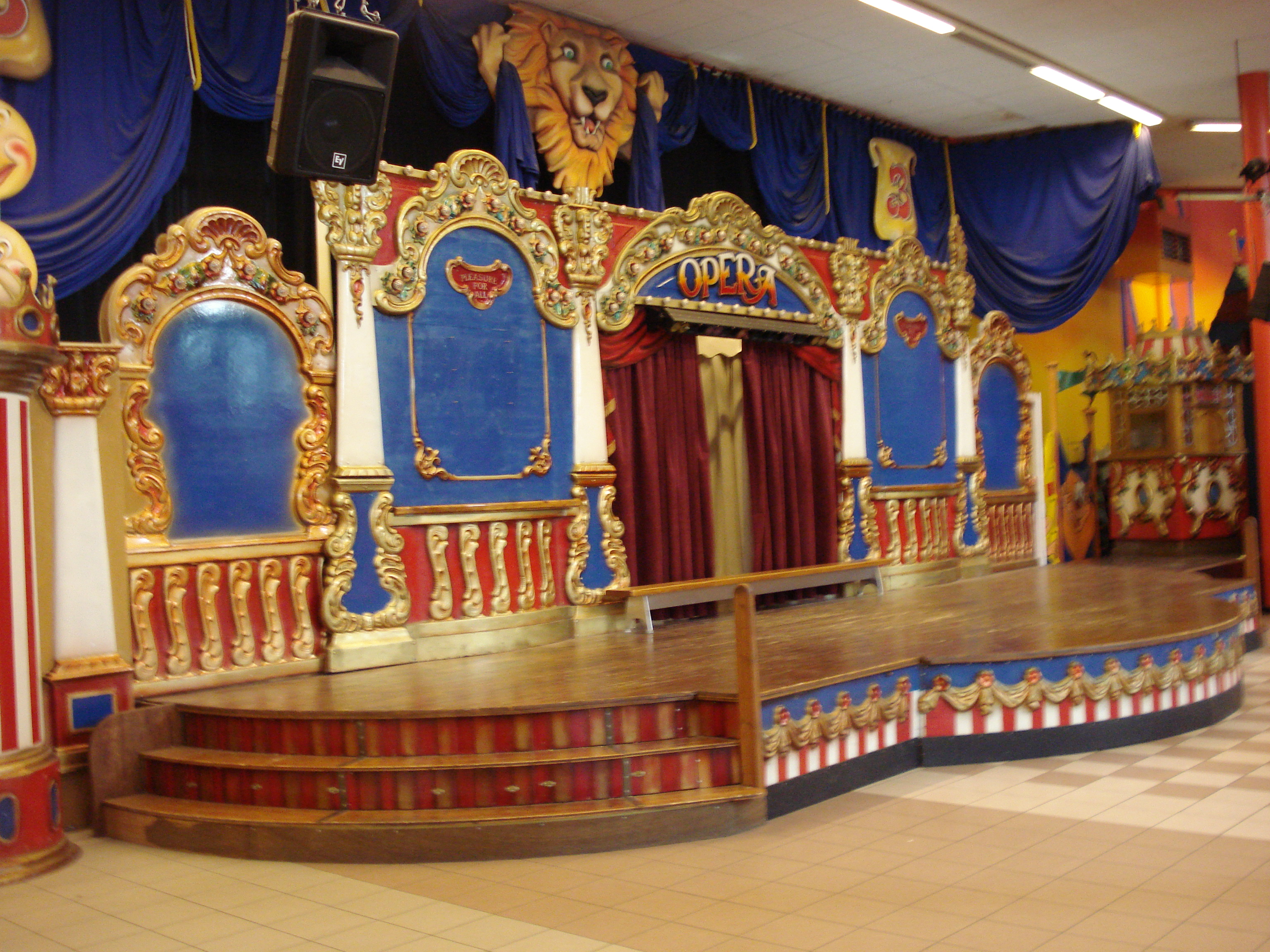
Podium op de begane grond

In het centrale gedeelte van de hal staat de Dubbeldek Carrousel (uit 1992), de Glijbaan en de Orbiter (betaalattractie). Een spiraalhelling om de Dubbeldek Carrousel heen biedt toegang tot de eerste verdieping. In de zuidkant van de hal bevindt zich de Balloon Race, waaromheen wederom een spiraalhelling die naar de eerste verdieping leidt loopt.
Verder bevat de begane grond: toiletten, de kiosk Coffee Club, een podium waar in het verleden shows werden gegeven, lachspiegels, een gesloten snoepwagen, een wagen waarin voorheen geschminkt werd, twee pipowagens met animatronics, de animatronic de leeuwentemmer en de kogelfontein.

### Eerste verdieping
De zuidkant van de eerste verdieping wordt opgevuld door kleuterspeeltuin Ukiland. Hier bevond zich eerder een generieke speeltuin en daarvoor een podium. Een halletje met in onbruik geraakt ticketverkoop leidt naar het centrale deel: de rest van de zuidkant wordt in beslag genomen door het enkel tijdens Halloween geopende loopspookhuis Alice in Horrorland. Een spiraalhelling rond de Balloon Race biedt toegang tot de derde verdieping.
In het centrale gedeelte, waar de hoofdingang op aansluit, bevindt zich een in onbruik geraakte balieverkoop en een animatronic van een in een stoel gezeten, lachende clown. Boven de ingang hangt een grote klok gedecoreerd met kippen, olifanten en een clown op een eenwieler. De rest van de ruimte is open en geeft een blik op de begane grond. Een spiraalhelling biedt toegang tot de tweede verdieping.

### Tweede verdieping
De tweede verdieping beperkt zich tot de noordzijde van het complex en bevat de grote softplay Kinder Palace. Verder bevinden zich hier de animatronics de koordklimmer en de ballonvaarder en een gesloten kiosk. Een spiraalhelling biedt toegang tot de derde verdieping.

### Derde verdieping

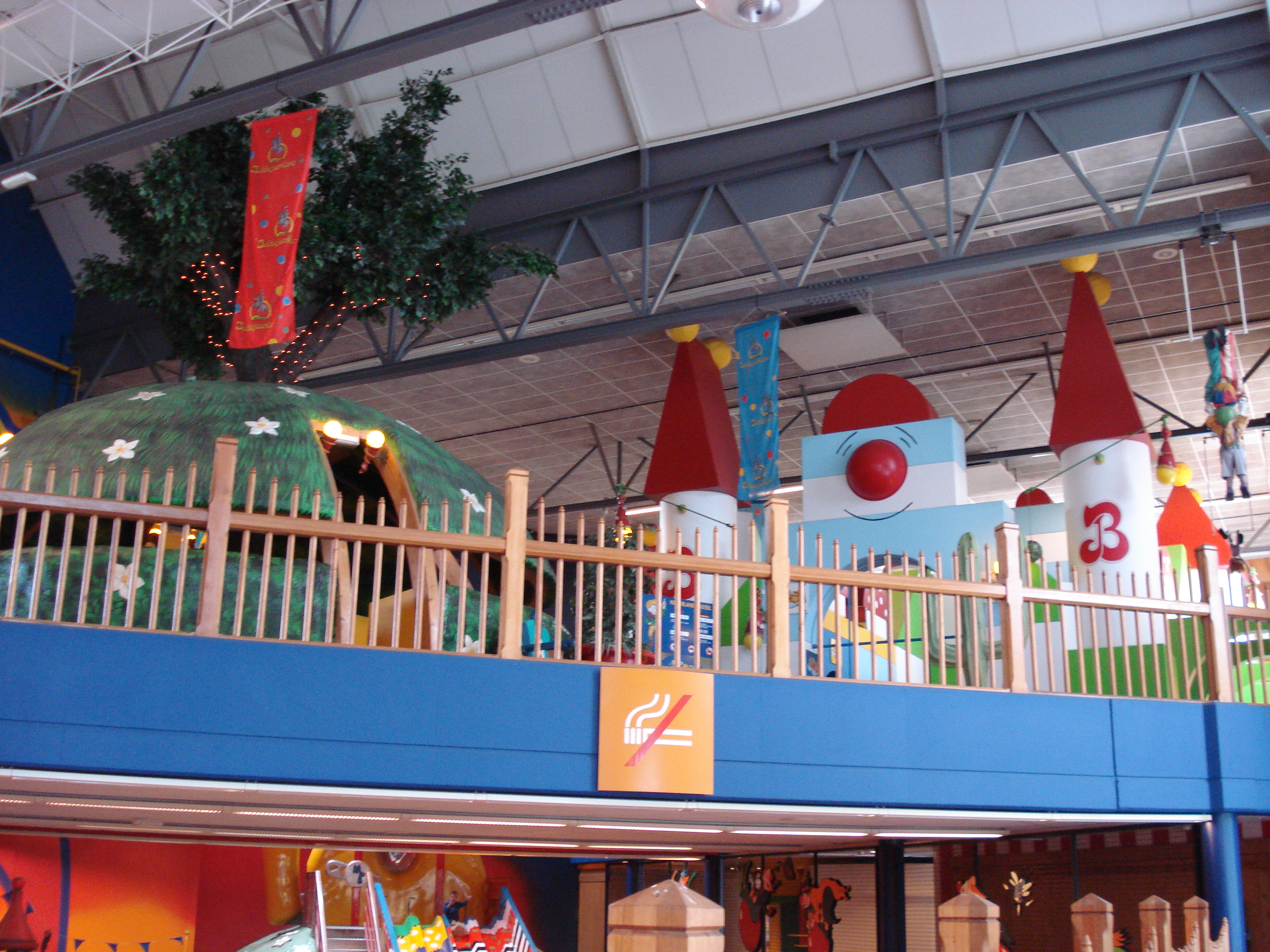
Derde (afgesloten) verdieping gezien vanaf de eerste verdieping

De derde verdieping is sinds de jaren 00 afgesloten voor het publiek maar is gedeeltelijk te bezichtigen vanaf de eerste en tweede verdieping.
Hier bevindt zich de nu niet langer toegankelijke attractie de Music Carrousel, een molen die in 1994 werd aangekocht en het eerste jaar aan de ingang van het park stond. Verder waren hier te vinden: een doolhof (tegenwoordig gebruikt voor Alice in Horrorland), een kasteel met blokken (tegenwoordig gebruikt voor Alice in Horrorland), een tribune die uitkijkt op Ukiland (in de beginjaren een tweede podium) en animatronics van musicerende clowns en clowns aan trapezes.

### Overzicht attracties
| Naam                | Type attractie         | Fabrikant       | Opening | Verdieping        | Foto | Opmerkingen                                                                       |
| ------------------- | ---------------------- | --------------- | ------- | ----------------- | ---- | --------------------------------------------------------------------------------- |
| Balloon Race        | Luchtballonencarrousel | Zamperla        | 1994    | Begane grond      |      | Oorspronkelijk uit 1994, verplaatst naar Kinderland in 1995, vernieuwd in 2000.   |
| Dubbeldek Carrousel | Carrousel              | Peter Petz      | 1992    | Begane grond      |      |                                                                                   |
| Glijbaan            | Glijbaan               | Modern Products | 1995    | Begane grond      |      |                                                                                   |
| Kinder Palace       | Ballenbad              |                 | 1998    | Tweede verdieping |      |                                                                                   |
| Mini Rad            | Reuzenrad              | Peter Petz      | 1995    | Begane grond      |      |                                                                                   |
| Mini Trein          | Carrousel              | Peter Petz      | 1995    | Begane grond      |      |                                                                                   |
| Music Carrousel     | Carrousel              | Zamperla        | 1994    | Derde verdieping  |      | Verplaatst vanaf entree naar Kinderland in 1995. Onbereikbaar.                    |
| Old Carrousel       | Carrousel              | Peter Petz      | 1988    | Begane grond      |      | Verplaatst vanuit Hall 2000 naar Kinderland in 1995. Ook bekend als Paardenmolen. |
| Orbiter             | Botsauto's             | Tornado         | 1995    | Begane grond      |      | Betaalattractie.                                                                  |
| Uki land            | Speeltuin              |                 | 2012    | Eerste verdieping |      | Vervangt kleuterspeeltuin en eerder podium.                                       |

Afbeeldingen